# Experiència mortal
Experiència mortal (títol original: Your Ticket Is No Longer Valid) és una pel·lícula canadenca dirigida per George Kaczender i estrenada l'any 1981. Ha estat doblada al català.
El títol anglès, reprenent el de la novel·la de Romain Gary de la qual la pel·lícula és una adaptació, és metafòric: el ticket que ja no és vàlid, és el penis a mig pal de l'heroi. Un estudi cinematogràfic inhabitual, el de la pèrdua de virilitat. El mèrit de la pel·lícula, amb les seves qualitats i els seus defectes, és d'haver abordat valentament un problema crucial abans de l'aparició d'una petita pastilla blava.

## Argument
Els negocis de Jason, a la cinquantena i important financer, comencen a periclitar. La seva angoixa es completa amb una disminució inquietant de la seva erecció, cosa que fa néixer la seva por de no poder satisfer més Laura, la seva jove amant. Tot provant de salvar el seu patrimoni financer desitjat per un temible adversari, Jason recorre a diferents mètodes per temptar de pal·liar la seva virilitat en caiguda: consultes psiquiatriques, estimulacions gràcies al voyeurisme i altres excitations a les quals es presta la seva amiga i fins i tot visita una professional del sexe. Però res no funciona: sense parar assaltat per fantasmes, el seu traumatisme s'agreuja i fa sorgir pensaments suïcides.

## Repartiment
- Richard Harris: Jason
- Jennifer Dale: Laura
- George Peppard: Jim Daley
- Jeanne Moreau: Lili Marlene
- Winston Rekert: Antonio Montoya
- Alexandra Stewart: Clara
- Jan Rubes: el psiquiatre
- Michael Kane: Steinhart
- Gérard Buhr: l'empleat de l'hotel

## Nominacions
- Premi Génie 1982 : nominació de Claude Bonnière a la millor direcció artística.